# Eugenio Orlandi
Eugenio Orlandi (geb. vor 1979) ist ein italienischer Ingenieur, Manager und stellvertretender Direktor von Europol. Er ist seit dem 1. August 2007 und nach der zweiten und abschließenden Verlängerung seiner Amtszeit durch den Rat der Europäischen Union bis zum 31. Juli 2015 stellvertretender Direktor der europäischen Polizeibehörde Europol. Er leitet die Abteilung Capabilities (engl. Fähigkeiten, Potentiale).

## Leben
Eugenio Orlandi hält seit 1979 einen Doktortitel in Ingenieurwissenschaften der Universität La Sapienza in Rom. 1980 bis 2002 arbeitete Orlandi als Softwarespezialist, Projektmanager, IT-Manager und Manager für technologische Innovationen für Acea S.p.A., einem italienischen Energie- und Wasserversorgungsunternehmen. Im Verlaufe dieser Tätigkeiten sammelte Orlandi auch Erfahrungen mit der Leitung von Industrieunternehmen, Privatisierung und dem Listing an Börsen. 2002 wurde er Direktor bei AMA S.p.A., einem Hersteller von Zubehör für landwirtschaftliche Maschinen, Erdbewegungsmaschinen, Freizeit- und Personentransportmaschinen.
Im Verlauf seines Arbeitslebens war Orlandi intensiv mit Sicherheitsfragen befasst, insbesondere im Bereich der Informations- und Kommunikationstechnologien. Von 1983 bis 87 koordinierte er eine Arbeitsgruppe von Sicherheitsexperten und 1999 wirkte er verantwortlich für die Technik im Y2K-Projekt der Energieversorger Roms.
Seit dem 1. August 2007 ist Orlandi stellvertretender Direktor von Europol. Er leitet die Abteilung Capabilities und verantwortet damit Finanzen, Human Resources, wobei sich Europol nicht auf das Europäische Amt für Personalauswahl stützt, und Informations- und Kommunikationstechnologien.
Orlandi hat mehr als 70 Artikel und Arbeiten in nationalen und internationalen Konferenzen in Europa, Amerika, Asien veröffentlicht, schrieb vier Bücher und wirkte in drei weiteren als Koautor.

## Bibliografie
- E. Orlandi: The Art of IT Management. Trafford Publishing, Victoria (BC) 2007.
- E. Orlandi: CASE: Computer Aided Software Engineering. Angeli, Milano 1991.
- E. Orlandi: Risk Engineering. Angeli, Milano 1989.
- E. Orlandi: Principi di Informatica. Bookness, Milano 1988.
- E. Orlandi: Computernetzwerke. In: Datensicherheit und Datenschutz. Studien Verlag, Vienna 1996.
- E. Orlandi, G. Tonello: Software: classification, computer languages and operational systems. In: R. Vacca (Hrsg.): Total Quality. Sperling & Kupfer, Milano 1995.
- E. Orlandi, G. Tonello: Software Engineering. In: R. Vacca (Hrsg.): Total Quality. Sperling & Kupfer, Milano 1995.
- E. Orlandi, G. Tonello: Quality Control in Software Engineering. In: R. Vacca (Hrsg.): Total Quality. Sperling & Kupfer, Milano 1995.
- M. G. Fugini, E. Orlandi: Medical Data Privacy. In: Pinciroli (Hrsg.): Informatica di base per medici. UTET, Milano 1992.